# المحلة (المقاطرة)

تعديل مصدري - تعديل

المحلة هي إحدى قرى عزلة النجيشة بمديرية المقاطرة التابعة لمحافظة لحج، بلغ تعداد سكانها 1571 نسمة حسب تعداد اليمن لعام 2004.